# SŽD-Baureihe ТГК2
Die Lokomotiven der SŽD-Baureihe ТГК2 (deutsche Transkription TGK2) der Sowjetischen Eisenbahnen (SŽD) sind Diesellokomotiven mit dieselhydraulischer Kraftübertragung für den Rangierdienst. Sie wurden in der Maschinenfabrik Kaluga entwickelt und hergestellt, und sie sind die Weiterentwicklung der SŽD-Baureihe ТГК. 1960 wurde die erste Lokomotive, bis 2008 wurden mehr als 9.100 Fahrzeuge und verschiedener Modifikationen hergestellt.

## Aufbau
Im Vergleich zur Vorgängerserie Baureihe ТГК wurde der Lokkasten rekonstruiert, es wurde die Breite reduziert und auf Schraubenfedern gelagert. Die Vorbauten waren auf dem Blechrahmen befestigt. Die Radlager waren als Rollenlager ausgeführt.
Der Dieselmotor war in seiner Ursprungsform ein Sechszylinder-Viertakt-Dieselmotor der Reihe У1Д6-250ТК (U1D6-250TK) mit Gasturbinenaufladung aus der Turbinenfabrik Swerdlowsk. Die Übertragung erfolgte über ein zweistufiges hydrodynamisches Wendegetriebe der Reihe ГТК-II (GTK-II), Kardanwellen und Achsgetriebe.
Das Führerhaus und die Vorbauten waren eine Schweiß-Konstruktion. Die Wände des Führerhauses sowie die Vorbauten waren wärme- und schallisoliert. Die Diesellokomotive konnte von der rechten und linken Führerhausseite aus gesteuert werden.
Die Diesellokomotive besaß eine zweiseitig wirkende Klotzbremse mit pneumatischer Steuerung sowie eine Handbremse. Die Bremse wurde mit einem Führerbremsventil auf dem Führerstand bedient.
Die Lokomotive war mit einem Schallsignalgeber, einem Vorwärmgerät für die Erwärmung des Kühlwassers vor dem Anlassen in der kalten Jahreszeit, Sandkasten mit pneumatischer Steuerung, Heizung und Ventilation im Führerhaus ausgerüstet.

## Geschichte

### TGK2
Parallel zur Auslieferung der zweiachsigen Diesellokomotive der Reihe ТГК entwickelte die Maschinenfabrik Kaluga unter der Bezeichnung ТГК2 (TGK2) eine leistungsgesteigerte Lokomotive mit hydraulischer Kraftübertragung. Mit der Auslieferung wurde ab 1960 begonnen. Die Lokomotiven waren für Industrieunternehmen und als Rangierlokomotiven auf Bahnhöfen bestimmt, mit einem maximalen Gewicht der Anhängelast von 700 t auf Strecken ohne Steigungen.

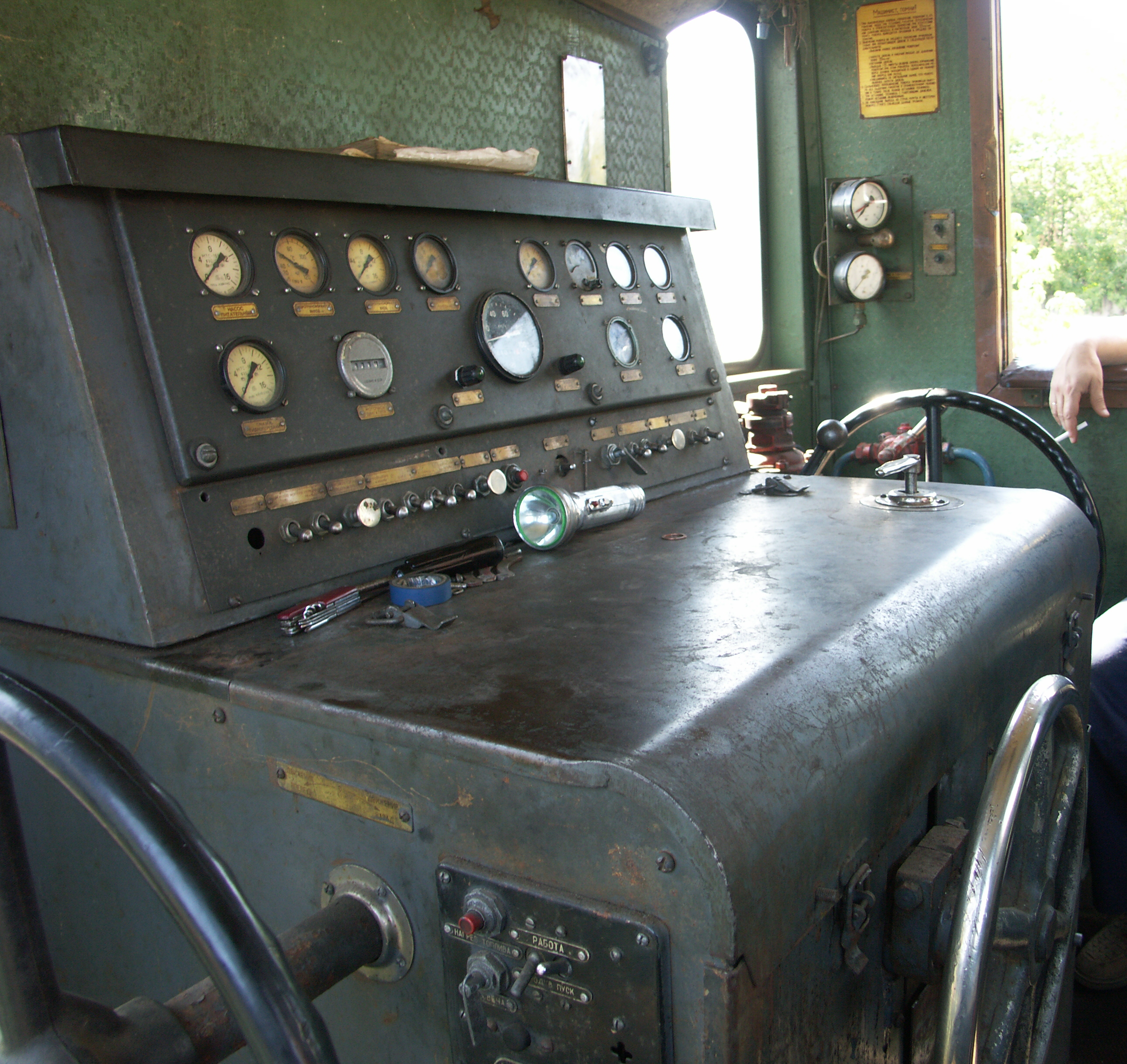
Führerpult der TGK2-7055

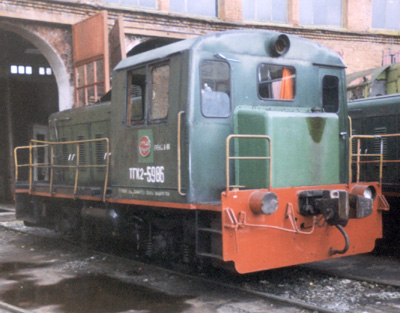
Rückansicht der TGK2-5986

### TGK2-E
Daneben wurde eine Exportvariante mit der in Europa gängigen Spurweite von 1435 mm und Schraubenkupplungen hergestellt, die die Bezeichnung ТГК2-Э (TGK2-E) erhielt. Es wurden 55 Lokomotiven in die damalige Tschechoslowakei geliefert und dort als Baureihe T203.05, später als 706.5 eingesetzt. Eine weitere Lokomotive aus Beständen der Sowjetarmee verblieb in Polen und wurde bis 2013 eingesetzt.

### TGK 2-E 1
Die Lokomotiven wurden ab 1977 von der Maschinenfabrik Kaluga für die Werkbahnen in der DDR produziert. Die Beschaffung von Diesellokomotiven aus der damaligen Sowjetunion war eine Folge des Beschlusses des Rates für gegenseitige Wirtschaftshilfe, die Entwicklung von Diesellokomotiven in der DDR einzustellen.
Der Import erfolgte über staatliche Stellen der DDR. Eine offizielle Aufstellung der importierten Fahrzeuge und deren Empfänger ist nicht vorhanden. Die höchste bekannte Fabriknummer ist die 184.
Der Einsatz in der DDR war geprägt durch mangelnde Wartung und fehlende Ersatzteile. Deshalb kamen viele Lokomotiven nur kurz oder gar nicht zum Einsatz. Eine einstellige Stückzahl ist heute noch bei Werkbahnen im Osten Deutschlands vorhanden. Nur wenige davon stehen noch regelmäßig im Einsatz. Mittlerweile befinden sich rund ein Dutzend Fahrzeuge bei Museumsbahnen.

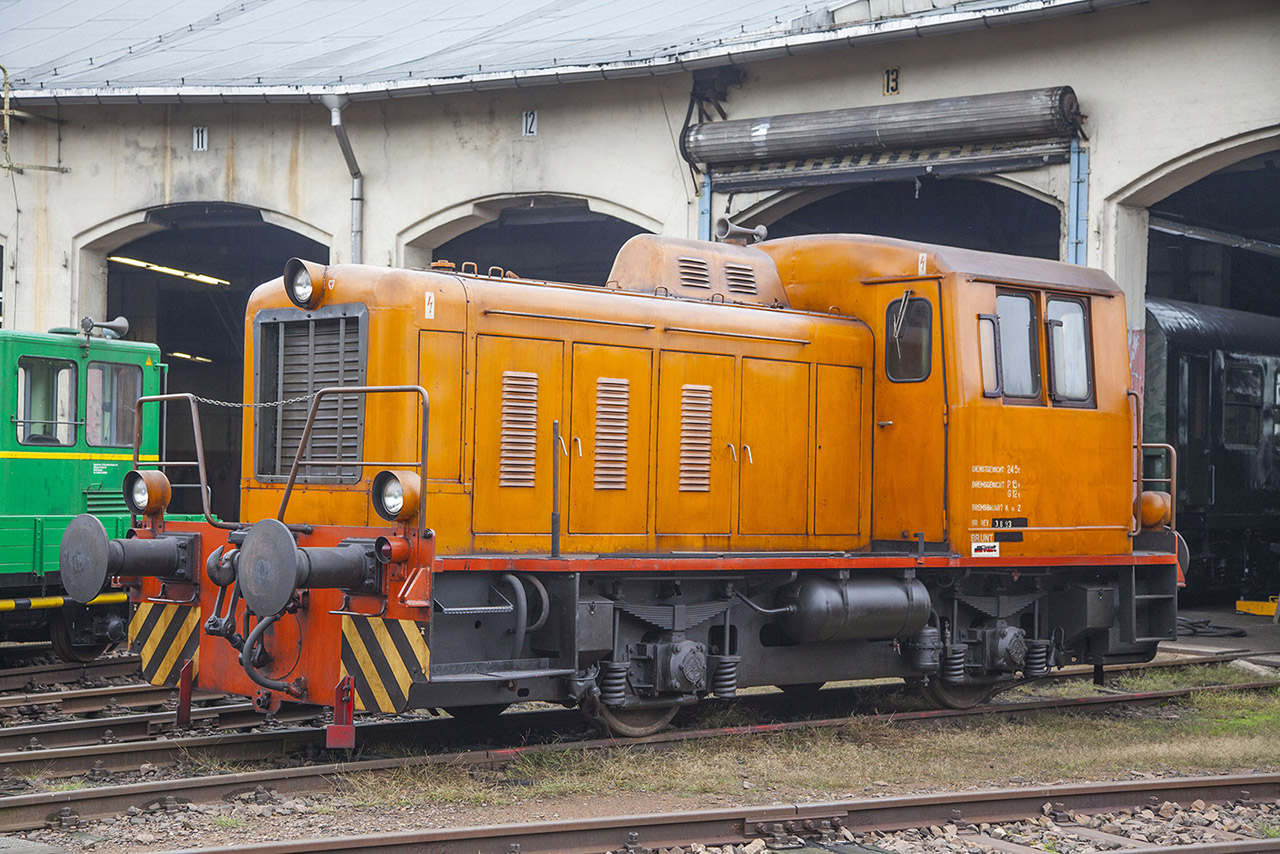
Kaluga ТГК2Э-176

### TGK2M
Ab 1996 wurde die modernisierte Variante der Reihe ТГК2M (TGK2M) gebaut. Die Auslieferung der neun Lokomotiven erfolgte bis 2008. Sie unterscheidet sich von der Vorgängerin durch den neuen U1D6-TK-S5-Dieselmotor mit nun 275 PS, eine um 4 Tonnen erhöhte Reibungsmasse sowie einen neu gestalteten Lokkasten.